# WTA Bayonne 1991
Il  WTA Bayonne 1991 è stato un torneo di tennis giocato sul sintetico indoor. È stata la 3ª edizione del torneo, che fa parte della categoria Tier IV nell'ambito del WTA Tour 1991. Si è giocato a Bayonne in Francia dal 23 al 29 settembre 1991.

## Campionesse

### Singolare
Manuela Maleeva-Fragniere ha battuto in finale  Leila Meskhi con il punteggio di 4–6, 6–3, 6–4

### Doppio
Patricia Tarabini /  Nathalie Tauziat hanno battuto in finale  Rachel McQuillan /  Catherine Tanvier che si sono ritirate sul punteggio di 6–3